# Герус Ярослав Русланович
Ярослав Русланович Герус (нар. 27 червня 1987) — український актор театру та кіно.

## Біографія
Народився 27 червня 1987 року.
У 2008 році закінчив акторський факультет КНУТКіТ ім. І.Карпенко-Карого (майстер курсу – О.М.Шаварський).
У Київському академічному театрі юного глядача на Липках працює з 2008 року.

## Фільмографія
- 2021 «Швидка-4», Гєна[1];

Чужі гріхи Чужі гріхи (Україна)
бандит
- 2021 «Провінціал» (Україна), викрадач;
- 2021 «Попри все» (Україна), бандит;
- 2021 «Клятва лікаря» (Україна), епізод;
- 2021 «Джерело» (Україна), епізод;
- 2021 «Ігри дітей старшого віку» (Україна), Вітя Чередник - приятель Високого;
- 2020 «Швидка-3», Гєна[2];
- 2019 «Швидка-2», Гєна;
- 2019 «Я все тобі доведу» (Україна), Розумник;
- 2019 «Не жіноча праця» (Україна), Мітька;
- 2019 «Близько до серця», епізод;
- 2019 «Швидка», Гєна;
- 2018 «За законами воєнного часу-2», Безулів;
- 2018 «СуперКопи. Весілля Цопи», Андрій Марчук;
- 2018 «СуперКопи-4», Гліб Ослянський[3];
- 2018 «СуперКопи. Шафа таємниць», Гліб Ослянський;
- 2017 «СуперКопи-3» (Україна), Гліб Ослянський[4];
- 2017 «Догори дриґом» (Україна);
- 2017 «СишишКопи» (Україна), Гліб Ослянський;
- 2016 «СуперКопи-2» (Україна), Гліб Ослянський;
- 2016 «На лінії життя» (Україна), епізод;
- 2016 «СуперКопи» (Україна), Гліб Ослянський;
- 2015 «Три дороги» (Росія, Україна), епізод;
- 2015 «Останній яничар» (Росія, Україна), Павлуха - бродяга;
- 2014-2015 «СишишШоу», епізод;
- 2014 «Так далеко, так близько» (Росія, Україна), епізод;
- 2014 «Пляж» (Росія, Україна), Пелікан - грабіжник;
- 2014 «Вітрова жінка» (Росія, Україна), епізод;
- 2013 «Нюхач» (Україна), черговий КПП;
- 2012 «Порох та дріб» (Росія, Україна), сержант (Фільм №2 «Самогубство»);
- 2012 «Аркуш очікування» (Росія, Україна), епізод;
- 2012 «Жіночий лікар», Микита - наречений Жанни (4 серія «Земляки»);
- 2012 «Дорога до порожнечі» (Росія, Україна);
- 2012 «Повернення Мухтара-8», Віталій Конопльов (15 серія «Без особи»);
- 2011 «Небесні родичі» (Україна), наречений;
- 2011 «Повернення Мухтара-7», Федя - робітник у квартирі Ольги Чередниченко (33 серія «Найновіші пригоди Буратіно»);
- 2010-2013 «Єфросинья» (Росія, Україна), Косий;
- 2010 «Маршрут милосердя», Ігорьок.

## Театральні роботи
- «Сон у літню ніч» - Том Носік, Мур;
- «Вгору гальмами» - Телевізор;
- «Шинель» - Фантом;
- «Романтик з планети e-Bay» - Учень;
- «Снігова королева» - Троль, Розбійник;
- «Ромео та Джульєтта» - Капулетті
- Чарівна Пеппі» - Негр;
- «Поліанна» - Городянин Дванадцять

місяців.